# Rabeneck (Waischenfeld)
Rabeneck ist ein Gemeindeteil der Stadt Waischenfeld im Landkreis Bayreuth (Oberfranken, Bayern). Rabeneck liegt in der Gemarkung Eichenbirkig.

## Geografie
Der Weiler Rabeneck liegt im zentralen Teil der Fränkischen Schweiz und am oberen Lauf der Wiesent. Die Nachbarorte sind Heroldsberg im Norden, Heroldsberg-Tal im Nordosten, Schönhof und Eichenbirkig im Osten, Köttweinsdorf im Südwesten, Gösseldorf im Westen und Saugendorf im Nordwesten. Der Weiler ist von dem dreieinhalb Kilometer entfernten Waischenfeld aus über die Staatsstraße St 2191 und dann über eine Ortsverbindungsstraße erreichbar.

## Geschichte
Bis zur Gebietsreform in Bayern war Rabeneck der Hauptort einer gleichnamigen Gemeinde im Landkreis Pegnitz, zu der noch die Orte Eichenbirkig, Köttweinsdorf und Schönhof gehörten. Die Gemeinde hatte 1961 eine Gebietsfläche von 751 Hektar und insgesamt 249 Einwohner, davon 27 in Rabeneck, das damals sieben Wohngebäude hatte. Die Gemeinde wurde am 1. Juli 1972 in die Stadt Waischenfeld eingegliedert.

## Baudenkmäler
Baudenkmäler sind ein Mühlengebäude, die Burg Rabeneck, eine Bildstocksäule und eine eingemauerte Kanonenkugel.

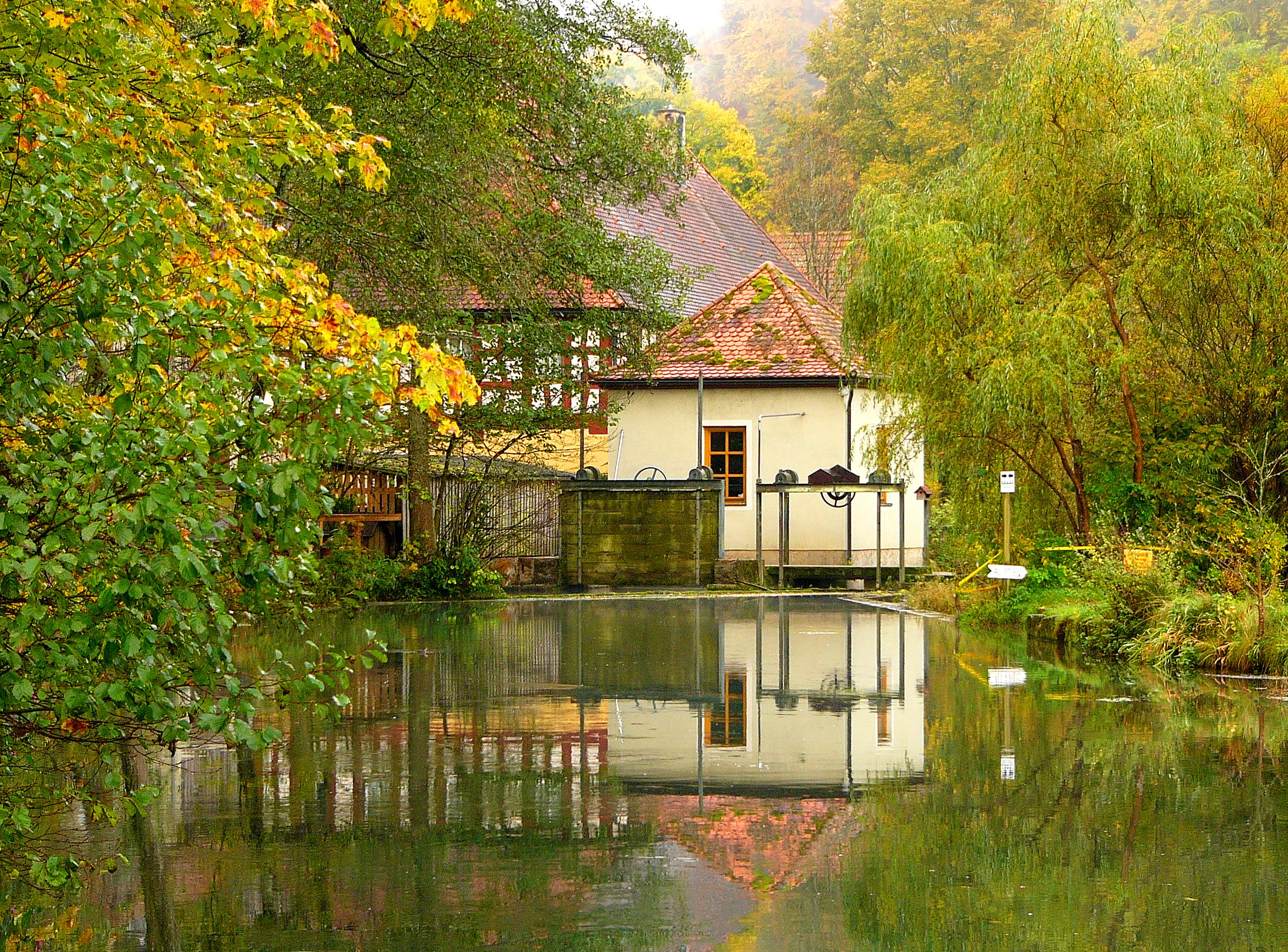
Die Rabenecker Mühle
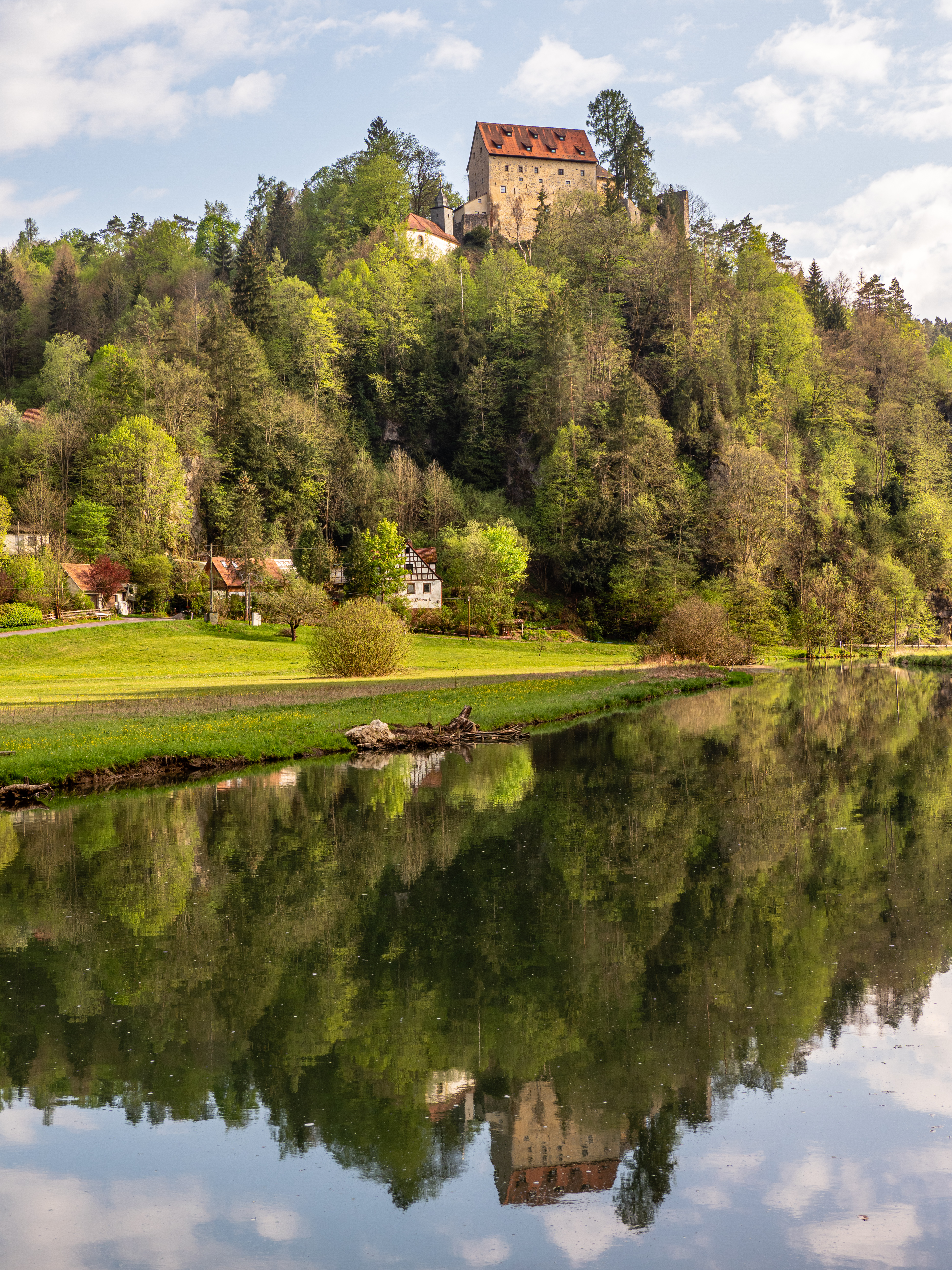
Burg Rabeneck
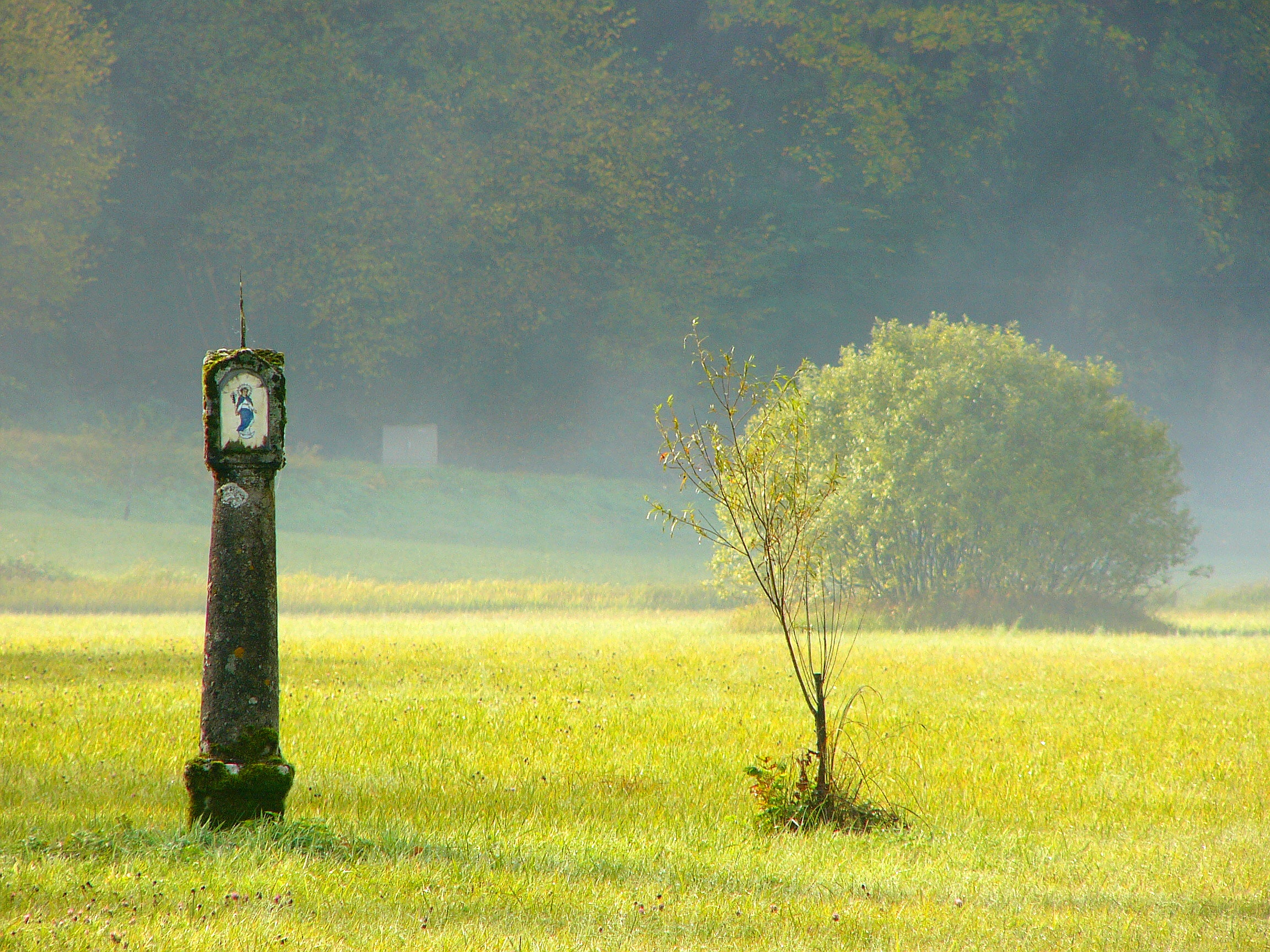
Bildstocksäule
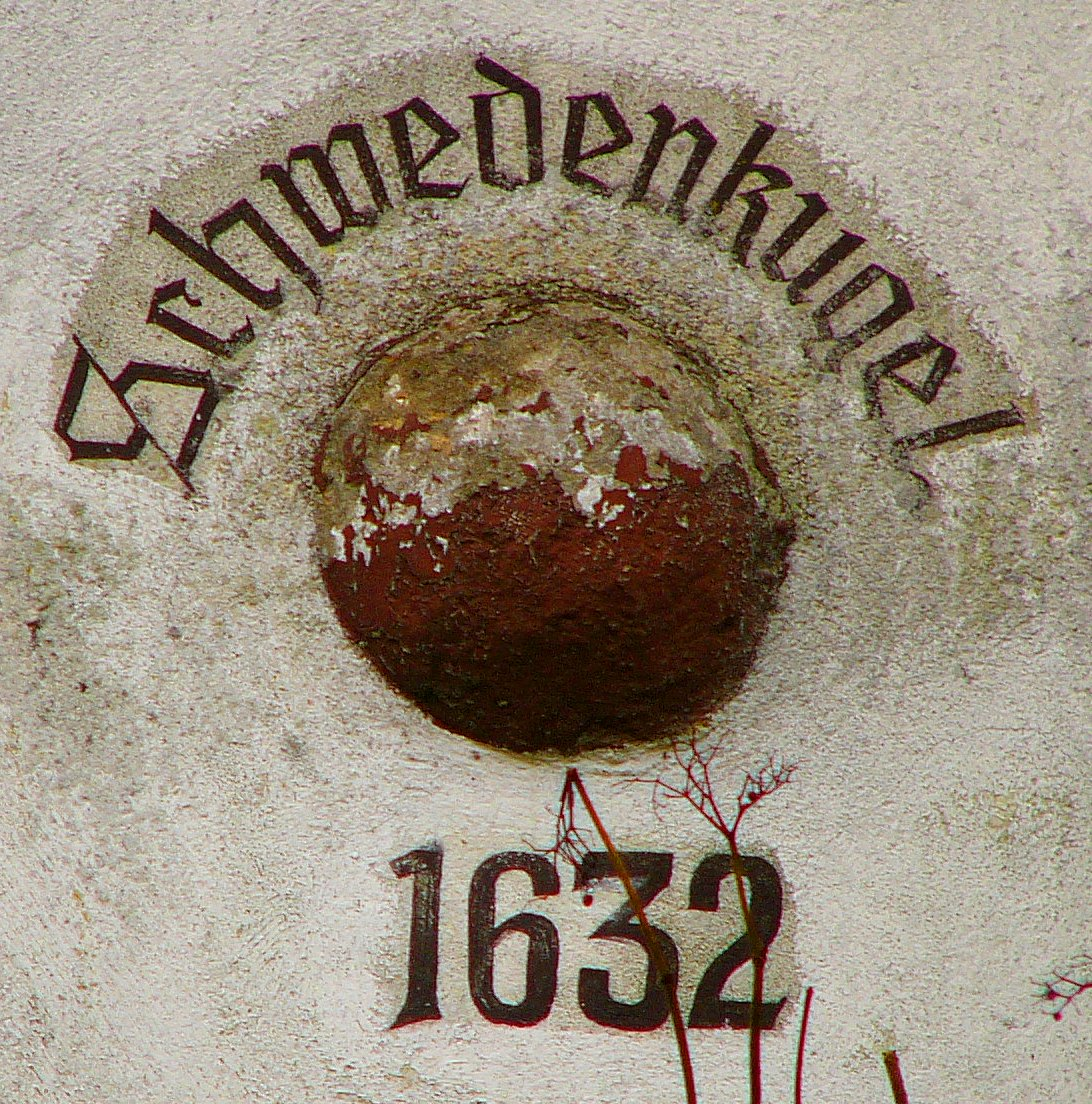
Eingemauerte Kanonenkugel